# Show Low
Show Low ist eine US-amerikanische Stadt in Arizona im Navajo County. Das U.S. Census Bureau hat bei der Volkszählung 2020 eine Einwohnerzahl von 11.732 auf einer Fläche von 72,3 km² ermittelt. 
Durch Show Low verlaufen die Arizona State Routes 77 und 260 sowie der U.S. Highway 60.
Show Low liegt inmitten einer Waldregion in Zentral-Arizona. 2002 während eines großen Waldbrandes musste die gesamte Stadt evakuiert werden.